# Allacapan
Allacapan (Bayan ng Allacapan) är en kommun i Filippinerna. Kommunen ligger på ön Luzon, och tillhör provinsen Cagayan. Folkmängden uppgår till 26 960 invånare.

## Barangayer
Allacapan är indelat i 27 barangayer.
| - Bessang - Binobongan - Bulo - Burot - Capagaran (Brigida) - Capalutan - Capanickian Norte - Capanickian Sur - Cataratan - Centro East (Pob.) - Centro West (Pob.) - Daan-Ili - Dagupan - Dalayap | - Gagaddangan - Iringan - Labben - Maluyo - Mapurao - Matucay - Nagattatan - Pacac - San Juan (Maguininango) - Silangan - Tamboli - Tubel - Utan |